# ГЕС Намганг
ГЕС Намганг – гідроелектростанція у центральній частині Північної Кореї. Входить до складу каскаду на річці Намганг, лівій притоці Тедонган (впадає у Західно-Корейску затоку Жовтого моря). 
Станція Намганг є найпотужнішою в каскаді на однойменній річці, котрий окрім неї включає ще 8 малих ГЕС – дві вище по течії та ще 6 нижче. Також вона є єдиною, що створює значне водосховище, витягнуте по долині річки на три десятки кілометрів. 
В центральній частині бетонної греблі розміщено кілька водопропускних шлюзів, а машинний зал облаштований у пригреблевому варіанті біля правого берегу. Первісно потужність станції планувалась на рівні 135 МВт, проте після введення у 1993 році першого гідроагрегата з показником 45 МВт подальший розвиток проекту зупинився (можливо відзначити, що саме у ті часи через економічні проблеми країна перейшла до масового спорудження малих ГЕС).
Окрім виробництва електроенергії, комплекс виконує функції воопостачання та захисту від повеней (зокрема, для столичного району Пхеньяну, біля якого Намганг має своє устя).
В 1999 році на греблі протягом 9 місяців провадились роботи з підсилення.